# Nathan French
Pour les articles homonymes, voir French.
Nathan French est un joueur britannique de volley-ball né le 20 avril 1990 à Chelmsford (Angleterre). Il mesure 1,93 m et joue au poste de Réceptionneur-attaquant, il évolue au club de Beauvais Oise UC depuis 2012.
Il est international Britannique, et a connu sa première sélection le 21 juillet 2009, à Tirana, contre l'Albanie, il compte à ce jour 26 sélections.

## Clubs
| Club                      | De        | À         |
| ------------------------- | --------- | --------- |
| Brentwood Volleyball Club | 2008-2009 | 2008-2009 |
| London Docklands          | 2009-2010 | 2009-2010 |
| Club Voleibol Tenerife    | 2010-2011 | 2010-2011 |
| Avignon Volley-Ball       | 2011-2012 | 2011-2012 |
| Beauvais Oise UC          | 2012-2013 | 2012-2013 |

## Palmarès
- Championnat de France Ligue B
  - Vainqueur : 2012